# Manchester United (Frauenfußball)
Der Manchester United Women Football Club, allgemein bekannt als Manchester United, ist ein englischer professioneller Frauenfußballverein aus einem Vorort von Salford, Greater Manchester. Manchester United W.F.C. spielt seit der Saison 2019/20 in der FA Women’s Super League (FA WSL), der 
höchsten Spielklasse innerhalb des englischen Frauenfußballs. Der Verein wurde am 28. Mai 2018 gegründet und ist Eigentum der Manchester United plc, die auch die professionelle Männerabteilung von Manchester United besitzt.

## Vorgeschichte bis 2018
Bereits vor der Gründung am 28. Mai 2018 gab es ähnliche Gruppierungen und Vereine, die als Vorgänger des Manchester United W.F.C. gelten. In den 1970er Jahren wurde der Manchester United Supporters Club Ladies gegründet und als inoffizielle Frauenabteilung Manchester Uniteds bezeichnet. Der Supporters Club Ladies, der Teil der Three Countries League 1979 war, wurde 1989 Gründungsmitglied der damals neu gegründeten North West Women’s Regional Football League. Es folgte die Umbenennung zu Manchester United Ladies FC. Unter diesem Namen etablierte man sich und erzielte diverse Erfolge, wie etwa das Erreichen der höchsten Spielklasse.
2001 ging der Verein eine offizielle Partnerschaft mit dem Hauptverein ein und wurde folglich eingegliedert. In dieser Zeit etablierte man sich im Tabellenmittelfeld der dritten Liga. 2005 wurde die Seniormannschaft von Malcolm Glazer, dem damaligen Besitzer Manchester Uniteds, mit der Begründung zurückgezogen, dass der Frauenfußball unprofitabel und nicht Teil des „Hauptbuisness“ sei. Man wolle sich mehr auf die Jugend konzentrieren als auf den Seniorenfußball, so ein Sprecher Malcolm Glazers. Die Jugendarbeit lief über die Manchester United Foundation weiter.

## Seit 2018
Im Frühjahr 2018 machte Manchester United bekannt, dass man vorhabe, erneut in den Frauenfußball einzusteigen. Am 28. Mai 2018 wurde der Verein Manchester United W.F.C. infolge der erfolgreichen Bewerbung um einen Startplatz in der neu gebildeten zweithöchsten englischen Spielklasse, der FA Women’s Championship, gegründet. Am 8. Juni 2018 ist Casey Stoney zur Cheftrainerin berufen worden. Gut einen Monat später wurde der 21-köpfige Profikader des Vereins bekanntgegeben.
Das erste Spiel, wiederum einen Monat später, gewann Manchester United W.F.C. im Ligapokalwettbewerb 1:0 gegen die Frauenauswahl des FC Liverpool. Drei Wochen später gelang mit einem 12:0-Auswärtssieg gegen die Frauenauswahl von Aston Villa der erste Erfolg in der Liga. Im Frühjahr des Jahres 2019 wurde die Meisterschaft in der FA Women’s Championship und der Aufstieg in die höchste englische Spielklasse perfekt gemacht.
Das erste Spiel in der neuen Saison, nun in der höchsten Spielklasse, der FA Women’s Super League, begann mit dem Manchester Derby gegen die Frauenauswahl des Lokalrivalen Manchester City. Das Spiel wurde vor einer Rekordzuschauerzahl von 31.213 mit 1:0 gewonnen. Wegen der COVID-19-Pandemie wurde der Spielbetrieb in der Liga eingeschränkt, das letzte Spiel war ein 3:2-Sieg gegen die Frauenauswahl des FC Everton. Am Ende der Spielzeit erreichte Manchester United den 4. Platz, in der Saison 2020/21 stand die Mannschaft sogar auf Platz 3 der Abschlusstabelle. 
Am 12. Mai 2021 gab Casey Stoney ihren Rücktritt bekannt. Seit Juli 2021 wird die Mannschaft von Marc Skinner trainiert.
Nach Platz 4 in der Saison 2021/22 gelang in der folgenden Spielzeit mit nur zwei Punkten Rückstand auf Chelsea FC sogar die Vizemeisterschaft. Auch im Pokalwettbewerb musste sich Manchester United W.F.C. erst im Finale wiederum dem Chelsea FC geschlagen geben. 
In der Saison 2023/24 erreichte die Mannschaft Platz 5 in der Meisterschaft. Bei der erstmaligen Teilnahme an der Qualifikation zur UEFA Women’s Champions League schied das Team in der 2. Runde gegen Paris Saint-Germain aus. Nach einem 1:1 im Hinspiel verlor das Team in Paris mit 1:3. Dafür triumphierte Manchester United W.F.C. im FA Women’s Cup durch einen 4:0-Finalsieg gegen die Auswahl von Tottenham Hotspur.
Am Ende der Spielzeit 2024/25 stand die Mannschaft auf Platz 3 der FA Women’s Super League und kann damit in der Saison 2025/26 an der Qualifikation zur UEFA Women’s Champions League teilnehmen. Im Finale des Pokalwettbewerbs musste man sich dem FC Chelsea mit 0:3 geschlagen geben.

## Platzierungen und Erfolge
| Saison  | Liga                    | Platzierung |
| ------- | ----------------------- | ----------- |
| 2018/19 | FA Women’s Championship | 1.          |
| 2019/20 | FA Women’s Super League | 4.          |
| 2020/21 | FA Women’s Super League | 3.          |
| 2021/22 | FA Women’s Super League | 4.          |
| 2022/23 | FA Women’s Super League | 2.          |
| 2023/24 | FA Women’s Super League | 5.          |
| 2024/25 | FA Women’s Super League | 3.          |

- Vizemeister 2023
- Pokalsieger 2024
- Pokalfinalist 2023, 2025

## Europapokalbilanz
| Saison  | Wettbewerb                    | Runde                               | Gegner              | Gesamt | Hin     | Rück    |
| ------- | ----------------------------- | ----------------------------------- | ------------------- | ------ | ------- | ------- |
| 2023/24 | UEFA Women’s Champions League | 2. Qualifikationsrunde              | Paris-Saint Germain | 2:4    | 1:1 (H) | 1:3 (A) |
| 2025/26 | UEFA Women’s Champions League | 2. Qualifikationsrunde (Halbfinale) | PSV Eindhoven       | -:-    | -:- (N) | -:- (N) |

Gesamtbilanz: 2 Spiele, 1 Unentschieden, 1 Niederlage, 2:4 Tore (Tordifferenz −2)

## Aktueller Kader
- Stand: 12. August 2025[2]

| Nr.        | Nat.               | Name                  | Geburtstag    | im Verein seit |     |     |
| Tor        | Tor                | Tor                   | Tor           | Tor            | Tor | Tor |
| ---------- | ------------------ | --------------------- | ------------- | -------------- | --- | --- |
| 1          | England            | Kayla Rendell         | 29. Juni 2001 | 2025           |     |     |
| 39         | Wales              | Safia Middelton-Patel | 21. Sep. 2004 | 2023           |     |     |
| 91         | Vereinigte Staaten | Phallon Tullis-Joyce  | 19. Okt. 1996 | 2023           |     |     |
| Abwehr     |                    |                       |               |                |     |     |
| 2          | Schweden           | Anna Sandberg         | 23. Mai 2003  | 2024           |     |     |
| 3          | England            | Gabby George          | 2. Feb. 1997  | 2023           |     |     |
| 4          | England            | Maya Le Tissier       | 18. Apr. 2002 | 2022           |     |     |
| 6          | England            | Hannah Bundell        | 25. Mai 1994  | 2021           |     |     |
| 14         | Kanada             | Jayde Riviere         | 22. Jan. 2001 | 2023           |     |     |
| 17         | Niederlande        | Dominique Janssen     | 17. Jan. 1995 | 2024           |     |     |
| 21         | England            | Millie Turner         | 1. Aug. 1996  | 2018           |     |     |
| 25         | England            | Evie Rabjohn          | 28. Apr. 2005 | 2023           |     |     |
| 55         | England            | Lucy Newell           | 2. Okt. 2006  | 2024           |     |     |
| Mittelfeld |                    |                       |               |                |     |     |
| 7          | England            | Ella Toone            | 2. Sep. 1999  | 2018           |     |     |
| 8          | England            | Grace Clinton         | 31. März 2003 | 2022           |     |     |
| 11         | England            | Leah Galton           | 24. Mai 1994  | 2018           |     |     |
| 13         | Kanada             | Simi Awujo            | 23. Sep. 2003 | 2024           |     |     |
| 16         | Norwegen           | Lisa Naalsund         | 11. Juni 1995 | 2023           |     |     |
| 18         | Schweden           | Julia Zigiotti Olme   | 24. Sep. 1997 | 2025           |     |     |
| 20         | Japan              | Hinata Miyazawa       | 28. Nov. 1999 | 2023           |     |     |
| 34         | Schottland         | Emma Watson           | 28. Jan. 2006 | 2025           |     |     |
| 48         | Wales              | Mared Griffiths       | 3. März 2007  | 2025           |     |     |
| Sturm      |                    |                       |               |                |     |     |
| 9          | Frankreich         | Melvine Malard        | 28. Juni 2000 | 2023           |     |     |
| 10         | Norwegen           | Elisabeth Terland     | 28. Juni 2001 | 2024           |     |     |
| 15         | Norwegen           | Celin Bizet Ildhusøy  | 24. Okt. 2001 | 2024           |     |     |
| 28         | England            | Rachel Williams       | 10. Jan. 1988 | 2022           |     |     |
| 37         | England            | Keira Barry           | 13. Juni 2005 | 2023           |     |     |

## Spielstätte
Die Heimspiele trägt der W.F.C. in der Regel im Leigh Sports Village Stadium in der Nähe von Manchester, gelegentlich aber auch im Old Trafford aus.